# Saint Lucia na Letnich Igrzyskach Olimpijskich 1996
Saint Lucia na Letnich Igrzyskach Olimpijskich 1996 reprezentowało sześcioro zawodników – pięciu mężczyzn i jedna kobieta. Był to debiut reprezentacji Saint Lucia na letnich igrzyskach olimpijskich.

## Skład kadry

### Lekkoatletyka
Mężczyźni
- Ivan Jean-Marie – bieg na 400 m – odpadł w eliminacjach,
- Dominic Johnson, Ivan Jean-Marie, Maxime Charlemagne, Max Seales – sztafeta 4 × 400 m – odpadli w eliminacjach
- Dominic Johnson – skok o tyczce – nie został sklasyfikowany (nie zaliczył żadnej wysokości w eliminacjach)

Kobiety
- Michelle Baptiste – bieg na 100 m – odpadła w eliminacjach

### Żeglarstwo
- Michael Green –  klasa Laser – 45. miejsce